# Rojek (film)
Pour plus de détails, voir Fiche technique et Distribution.
Rojek est un film documentaire québécois réalisé par Zaynê Akyol, sorti en 2022.
Le film a été sélectionné en tant qu'œuvre canadienne pour le prix du meilleur long métrage international lors de la 96e cérémonie des Oscars.

## Synopsis
Le film documente le rétablissement du Kurdistan après le conflit entre le Rojava et les islamistes durant la guerre civile syrienne, avec un accent particulier sur les entretiens avec d'anciens membres de l'État islamique emprisonnés au sujet de leurs motivations.

## Fiche technique
- Titre original : Rojek[2],[3]
- Réalisation : Zaynê Akyol
- Scénario : Zaynê Akyol
- Photographie : Arshia Shakiba, Nicolas Canniccioni (en)
- Montage : Mathieu Bouchard-Malo (en)
- Musique : Roger Tellier-Craig
- Production : Zaynê Akyol, Audrey-Ann Dupuis-Pierre, Sylvain Corbeil
- Sociétés de production : Metafilms
- Pays de production :  Canada
- Langues originales : kurde, arabe, français, anglais, allemand
- Format : couleurs - Son Dolby Digital
- Genre : Documentaire
- Durée : 128 minutes
- Dates de sortie : 
  - Suisse : 13 avril 2022 (Visions du réel à Nyon)
  - Canada : 30 avril 2022 (Festival international canadien du documentaire Hot Docs)
  - France : 21 octobre 2022 (Festival international du film de La Roche-sur-Yon)